# 23-as vízibusz (Velence)
A velencei 23-ös jelzésű vízibusz a San Zaccaria és Murano között közlekedett a Canale Arsenale csatornán keresztül. A viszonylatot az ACTV üzemeltette.

## Története
Az egykori 5-ös vízibusz átalakítása és a régi 2-essel történt összevonása során született, mint az 52-es járatok turistaszezoni betétjárata. Csak 1996 és 1998 között járt, a Canale Arsenale csatorna tömegközlekedés elől történt lezárásakor szűnt meg. A jelenlegi 7-es járat útvonala hasonlít a régi 23-aséra, bár kevesebb megállója van.
Az egykori 23-as járat története:
| Időszak     | Járat- szám | Megállók |
| ----------- | ----------- | --- |
| 1978 – 1983 | 5           | Riva degli Schiavoni – Tana – Celestia – Ospedale Civile – Fondamente Nuove – Isola San Michele – Murano (Navagrero) – Murano (Museo) – Murano (Fondamenta Venier) – Murano (Serenella) – Murano (Navagero) – Murano (Faro) – Murano (Colonna) – Isola San Michele – Fondamente Nuove – Madonna dell’Orto – San Alvise – Ponte Tre Archi – Ponte Guglie – Ferrovia – Piazzale Roma – Zattere – Santa Eufemia – Redentore – Ostello – San Giorgio Maggiore – Riva degli Schiavoni |
| 1984 – 1995 | 5           | Riva degli Schiavoni – Tana – Celestia – Ospedale Civile – Fondamente Nuove – Isola San Michele – Murano (Navagrero) – Murano (Museo) – Murano (Fondamenta Venier) – Murano (Serenella) – Murano (Navagero) – Murano (Faro) – Murano (Colonna) – Isola San Michele – Fondamente Nuove – Madonna dell’Orto – San Alvise – Ponte Tre Archi – Ponte Guglie – Ferrovia – Piazzale Roma – Zattere – Santa Eufemia – Redentore – Ostello – San Giorgio Maggiore – Riva degli Schiavoni |
| 1984 – 1995 | 5/          | Riva degli Schiavoni – Sant’Elena – Murano (Navagrero) – Murano (Museo) – Murano (Fondamenta Venier) – Murano (Serenella) – Murano (Navagero) – Murano (Faro) – Murano (Colonna) – Ponte Tre Archi – Ponte Guglie – Ferrovia – Piazzale Roma – Tronchetto A (1991-től) – Tronchetto B (1991-től) |
| 1996 – 1998 | 23          | San Zaccaria (Iolanda) – Tana – Celestia – Ospedale Civile – Fondamente Nuove – Cimitero – Murano (Navagero) – Murano (Faro) – Murano (Colonna) – Cimitero – Fondamente Nove – Ospedale Civile – Celestia – Tana – San Zaccaria (Iolanda) (Csak ebben az irányban) |
| 1996 – 1998 | 52 verde    | Lido (Santa Maria Elisabetta) – Sant’Elena – Giardini Biennale – San Zaccharia (Iolanda) – Zattere – Santa Marta – Piazzale Roma – Ferrovia (Bar Roma) – Ponte di Guglie – Ponte di Tre Archi – San Alvise – Madonna dell’Orto – Fondamente Nove – Cimitero – Murano (Colonna) – Murano (Serenella) – Murano (Fondamenta Vernier) – Murano (Museo) – Murano (Navagero) – Murano (Faro) – Murano (Colonna) – Cimitero – Fondamente Nove – Madonna dell’Orto – San Alvise – Ponte di Tre Archi – Ponte di Guglie – Ferrovia (Bar Roma) – Piazzale Roma – Santa Marta – Zattere – San Zaccaria (Iolanda) – Giardini Biennale – Sant’Elena – Lido (Santa Maria Elisabetta) (Csak ebben az irányban) |
| 1996 – 1998 | 52 viola    | Piazzale Roma (Santa Chiara) – Sacca Fisola – Sant’Eufemia – Zitelle – San Zaccaria (Iolanda) – Tana – Celestia – Ospedale Civile – Fondamente Nove – Cimitero – Murano (Colonna) – Murano (Serenella) – Murano (Fondamenta Vernier) – Murano (Museo) – Murano (Navagero) – Murano (Faro) – Murano (Colonna) – Fondamente Nove – Ospedale Civile – Celstia – Tana – San Zaccaria (Iolanda) – Zitelle – Sant’Eufemia – Sacca Fisola – Piazzale Roma (Santa Chiara) (csak ebben az irányban) |

## Megállóhelyei
| sz. | idő (perc) | megállóhely neve        | látnivalók                                 |
| --- | ---------- | ----------------------- | ------------------------------------------ |
| 0   | 0          | San Zaccaria (Jolanda)  | Szent Márk tér, Dózse-palota, San Zaccaria |
| 1   | 3          | Tana                    | Arsenale                                   |
| 2   | 6          | Celestia                | San Francesco della Vigna                  |
| 3   | 8          | Ospedale Civile         | Santi Giovanni e Paolo, Ospedale Civile    |
| 4   | 12         | Fondamenta Nuove        | Gesuiti                                    |
| 5   | 19         | Cimitero                | Cimitero (Temető)                          |
| 6   | 25         | Murano, Navagero        |                                            |
| 7   | 30         | Murano, Faro            | Faro, Stazione Sperimentale del Vetro      |
| 8   | 33         | Murano, Colonna         |                                            |
| 9   | 38         | Cimitero                | Cimitero (Temető)                          |
| 10  | 45         | Fondamenta Nuove        | Gesuiti                                    |
| 11  | 49         | Ospedale Civile         | Santi Giovanni e Paolo, Ospedale Civile    |
| 12  | 51         | Celestia                | San Francesco della Vigna                  |
| 13  | 54         | Tana                    | Arsenale                                   |
| 14  | 57         | San Zaccharia (Jolanda) | Szent Márk tér, Dózse-palota, San Zaccaria |